# Entre deux rêves
Albums de Charles Aznavour
De t'avoir aimée...
(1967) J'aime Charles Aznavour, vol. 4
(1968)
Entre deux rêves est le 19e album studio français du chanteur Charles Aznavour. Il est sorti en novembre 1967.
Charles Aznavour enregistre les dernières chansons de cet album entre fin juillet et fin septembre 1967.
Cet album marque une transition dans l'environnement musical des albums de Charles Aznavour et contient un des classiques d'Aznavour : Emmenez-moi.

## Liste des chansons de l'album original
Toutes les paroles sont écrites par Charles Aznavour.
| 1. | Emmenez-moi       | Charles Aznavour | 3:31 |
| 2. | Éteins la lumière | Charles Aznavour | 2:54 |
| 3. | Adieu             | Henri Byrs       | 3:32 |
| 4. | Un jour           | Charles Aznavour | 2:25 |
| 5. | Les vertes années | Jeff Davis       | 2:17 |
| 6. | Je reviens Fanny  | Charles Aznavour | 2:17 |

Toutes les paroles sont écrites par Charles Aznavour.
| 7.  | Yerushalaim               | Charles Aznavour   | 2:14 |
| 8.  | Entre nous                | Charles Aznavour   | 2:34 |
| 9.  | J'aimerais                | Charles Aznavour   | 2:10 |
| 10. | Il te faudra bien revenir | Georges Garvarentz | 2:25 |
| 11. | Au voleur                 | Charles Aznavour   | 2:55 |
| 12. | Tout s'en va              | Charles Aznavour   | 3:24 |